# Rodalbe

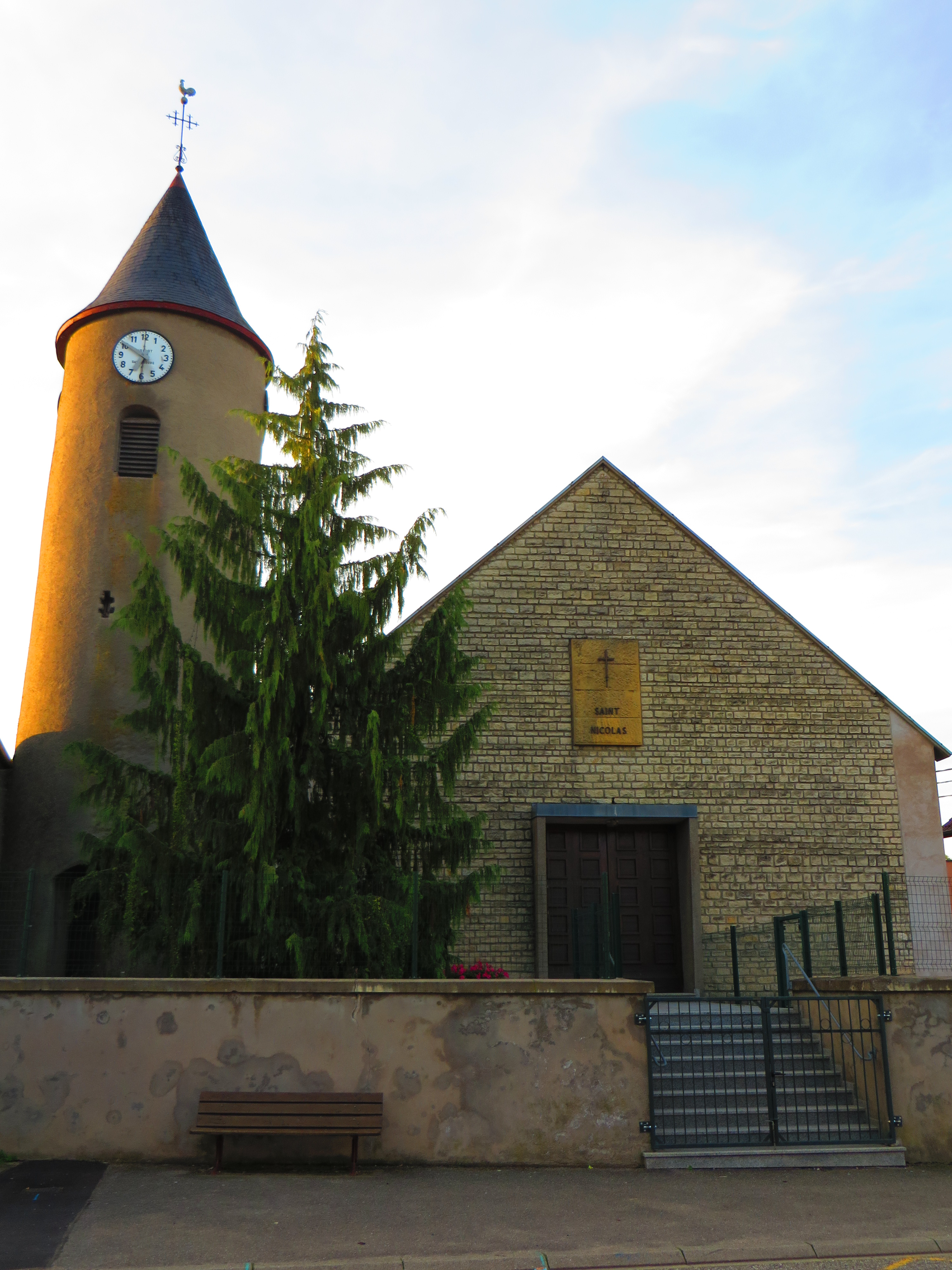
Rundturmkirche des 11. Jhs. - St. Nicolas

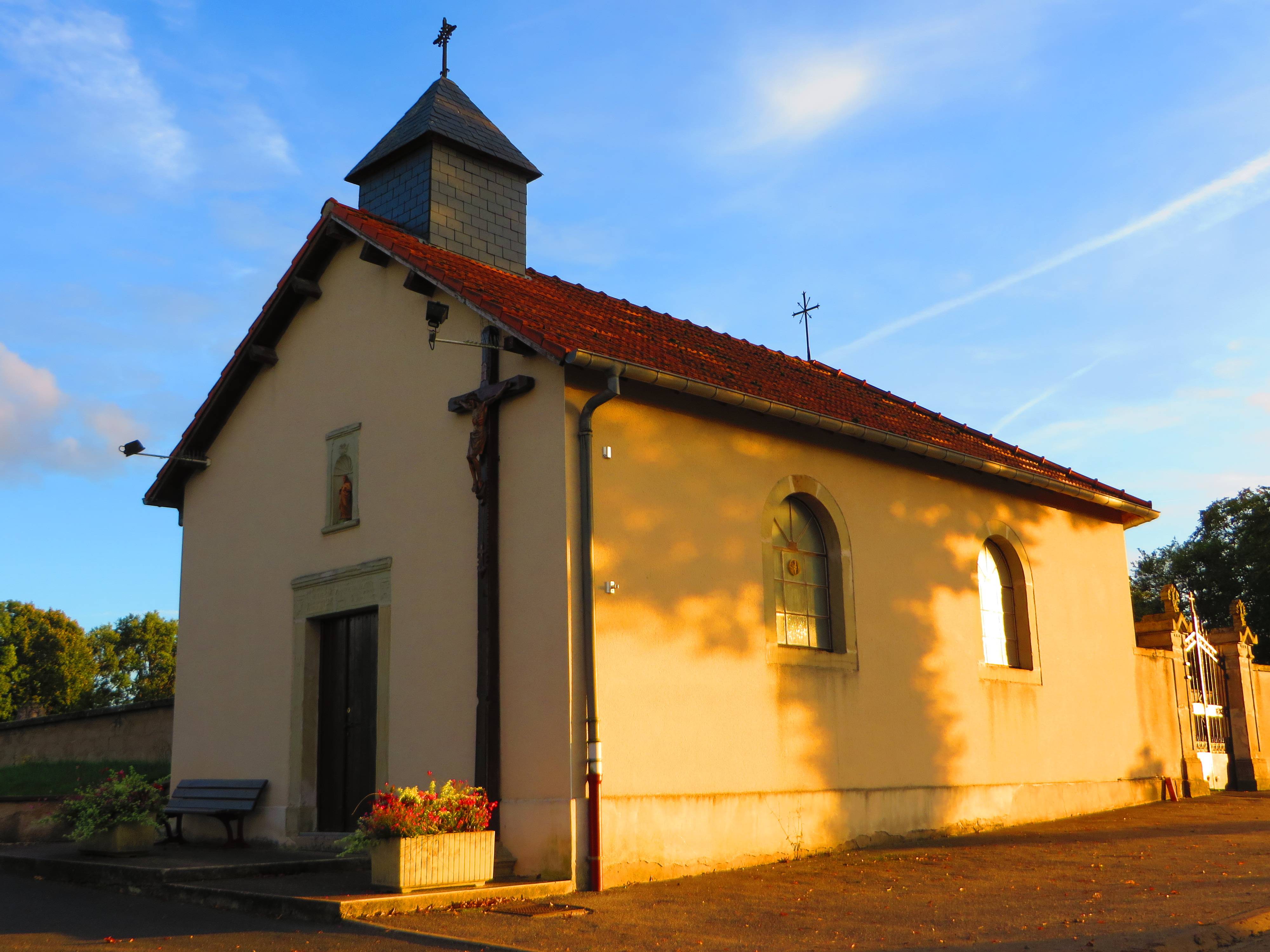
Namenlose Kapelle in Rodalbe

Rodalbe (deutsch Rodalben) ist eine französische Gemeinde mit 246 Einwohnern (Stand 1. Januar 2022) im Département Moselle in der Region Grand Est (bis 2015 Lothringen). Sie gehört zum Arrondissement Sarrebourg-Château-Salins.

## Geographie
Rodalbe liegt in Lothringen, 48 Kilometer südöstlich von Metz, 20 Kilometer nordöstlich von Château-Salins und elf Kilometer westlich von Albestroff (Albesdorf) zwischen Morhange (Mörchingen) und Bénestroff (Bensdorf) auf einer Höhe zwischen 226 und 290 m über dem Meeresspiegel, die mittlere Höhe beträgt 245 m. Das Gemeindegebiet umfasst 10,57 km².
Der Ort liegt an der Quelle des kleinen Flusses Albe.
Zur Gemeinde Rodalbe gehören die Weiler
- Feriendal (Feriental), südlich gelegen,
- Sainte-Suzanne (Sankt Susanna), auch südlich, und
- Allewald, östlich gelegen.

## Geschichte
Der Ort gehörte früher zum Herzogtum Lothringen und zur Grafschaft Mörchingen; er hat seinen Namen von den beiden Bächen Albe und Roth.
Durch den Frankfurter Frieden vom 10. Mai 1871 kam die Region an das deutsche Reichsland Elsaß-Lothringen, und das Dorf wurde dem Kreis Château-Salins im Bezirk Lothringen zugeordnet. Die Dorfbewohner betrieben Getreidebau und Viehzucht.
Nach dem Ersten Weltkrieg musste die Region aufgrund der Bestimmungen des Versailler Vertrags 1919 an Frankreich abgetreten werden. Im Zweiten Weltkrieg war die Region von der deutschen Wehrmacht besetzt.

### Bevölkerungsentwicklung
| Jahr      | 1962 | 1968 | 1975 | 1982 | 1990 | 1999 | 2007 | 2019 |
| Einwohner | 196  | 201  | 168  | 196  | 182  | 181  | 186  | 250  |

## Wappen
Das Gemeindewappen erinnert mit dem silbernen Balken auf rotem Grund an die Herrschaft von Marimont-lès-Bénestroff, zu der Rodalbe gehörte. Der Balken ist hier wellenförmig, um den Fluss Albe zu symbolisieren, der namensgebend für Rodalbe war. Die goldenen Kugeln sind die Attribute des örtlichen Kirchenpatrons St. Nikolaus.

## Sehenswürdigkeiten
- Kirche St. Nicolas, moderner Bau, aber mit romanischem Rundturm des 11. Jahrhunderts, in dem früher der Durchgang zum Kirchenschiff war[3]